# San Jorge Nuchita
San Jorge Nuchita är en kommun i Mexiko.   Den ligger i delstaten Oaxaca, i den sydöstra delen av landet, 220 km sydost om huvudstaden Mexico City. Antalet invånare är 2 957. Arean är 68 kvadratkilometer.
Terrängen i San Jorge Nuchita är huvudsakligen kuperad, men den allra närmaste omgivningen är platt.
Följande samhällen finns i San Jorge Nuchita:
- Guadalupe de Morelos
- Colonia el Mirador
- San Miguel Allende
- San Isidro